# La Rectoria de Sant Quirze Safaja
La La Rectoria de Sant Quirze Safaja és un edifici del municipi de Sant Quirze Safaja (Moianès) que forma part de l'Inventari del Patrimoni Arquitectònic de Catalunya.

## Descripció
És un edifici situat enfront de l'església parroquial, formant un pati enllosat entremig i tancat per una porta de ferro i un mur. Teulada a doble vessant. A la façana hi ha la porta d'arc de mig punt dovellat i un finestral del segle xvi, d'arc conopial amb arquets amb medallons i motllures a l'ampit.
Al pati, algunes de les lloses del paviment són de sepulcre (una datada de 1677) amb les inscripcions quasi esborrades. També hi ha una gran pica baptismal de pedra d'un metre de diàmetre. La porta d'entrada a recinte té llinda amb inscripció i doble ràfec al damunt.

## Història
Hi ha una inscripció esculpida a la llinda d'entrada al pati de la rectoria: 16-42 (amb un calze amb l'hòstia i dos canelobres als costats). La rectoria és del segle xvi segons una publicació.